# Memoriał Edwarda Jancarza 1998
VI Memoriał Edwarda Jancarza odbył się 16 maja 1998 roku na stadionie im. Edwarda Jancarza w Gorzowie Wielkopolskim. Sędzią zawodów był Marek Wojaczek.

## Wyniki
| Msc. | Zawodnik                 | Klub                | Pkt  |              |  |
| ---- | ------------------------ | ------------------- | ---- | ------------ |  |
| 1    | (2) Tomasz Gollob        | Bydgoszcz           | 14+3 | (3,2,3,3,3)  |  |
| 2    | (11) Roman Jankowski     | Leszno              | 12+2 | (3,2,3,1,3)  |  |
| 3    | (3) Leigh Adams          | Leszno              | 12+1 | (2,1,3,3,3)  |  |
| 4    | (7) Ryan Sullivan        | Toruń               | 11+0 | (3,3,3,1,1)  |  |
| 5    | (12) Hans Nielsen        | Piła                | 11   | (2,3,1,3,2)  |  |
| 6    | (16) Sam Ermolenko       | Gdańsk              | 11   | (3,2,2,2,2)  |  |
| 7    | (15) Robert Flis         | Piła                | 8    | (0,0,2,3,3)  |  |
| 8    | (13) Henrik Gustafsson   | Bydgoszcz           | 8    | (2,2,2,2,d)  |  |
| 9    | (14) Krzysztof Cegielski | Gorzów Wielkopolski | 8    | (1,1,2,2,2)  |  |
| 10   | (6) Paweł Nizioł         | Gorzów Wielkopolski | 6    | (0,3,0,2,1)  |  |
| 11   | (8) Adam Fajfer          | Gniezno             | 5    | (1,1,1,0,2)  |  |
| 12   | (9) Waldemar Walczak     | Gorzów Wielkopolski | 3    | (0,3,0,w,0)  |  |
| 13   | (5) Tony Rickardsson     | Gorzów Wielkopolski | 3    | (2,1,–,–,–)  |  |
| 14   | (1) Tomasz Bajerski      | Gorzów Wielkopolski | 3    | (1,0,1,0,1)  |  |
| 15   | (4) Grzegorz Walasek     | Zielona Góra        | 2    | (0,u,1,1,ns) |  |
| 16   | (10) Piotr Paluch        | Gorzów Wielkopolski | 2    | (1,d,0,1,0)  |  |
| 17   | (R1) Dariusz Stenka      | Gorzów Wielkopolski | 1    | (0,0,1)      |  |

## Wyścig po wyścigu
1. T. Gollob (65,97), Adams, Bajerski, Walasek
2. Sullivan (65,36), Rickardsson, Fajfer, Nizioł
3. Jankowski (65,59), Nielsen, Paluch, Walczak
4. Ermolenko (65,84), Gustafsson, Cegielski, Flis
5. Walczak (66,14), Gustafsson, Rickardsson, Bajerski
6. Nizioł (66,28), T. Gollob, Cegielski, Paluch (d)
7. Sullivan (65,74), Jankowski, Adams, Flis
8. Nielsen (66,05), Ermolenko, Fajfer, Walasek (u)
9. Jankowski (66,29), Ermolenko, Bajerski, Nizioł
10. T. Gollob (65,56), Flis, Nielsen, Stenka, Rickardsson (ns)
11. Adams (66,42), Cegielski, Fajfer, Walczak
12. Sullivan (64,80), Gustafsson, Walasek, Paluch
13. Nielsen (64,51), Cegielski, Sullivan, Bajerski
14. T. Gollob (65,03), Gustafsson, Jankowski, Fajfer
15. Adams (65,40), Ermolenko, Paluch, Stenka, Rickardsson (ns)
16. Flis (66,78), Nizioł, Walasek, Walczak (w/su)
17. Flis (69,79), Fajfer, Bajerski, Paluch
18. T. Gollob (69,77), Ermolenko, Sullivan, Walczak
19. Adams (70,31), Nielsen, Nizioł, Gustafsson (d)
20. Jankowski (70,71), Cegielski, Stenka, Rickardsson (ns), Walasek (ns)
21. wyścig finałowy T. Gollob, Jankowski, Adams, Sullivan